# Alte Kirche von Vallsjö

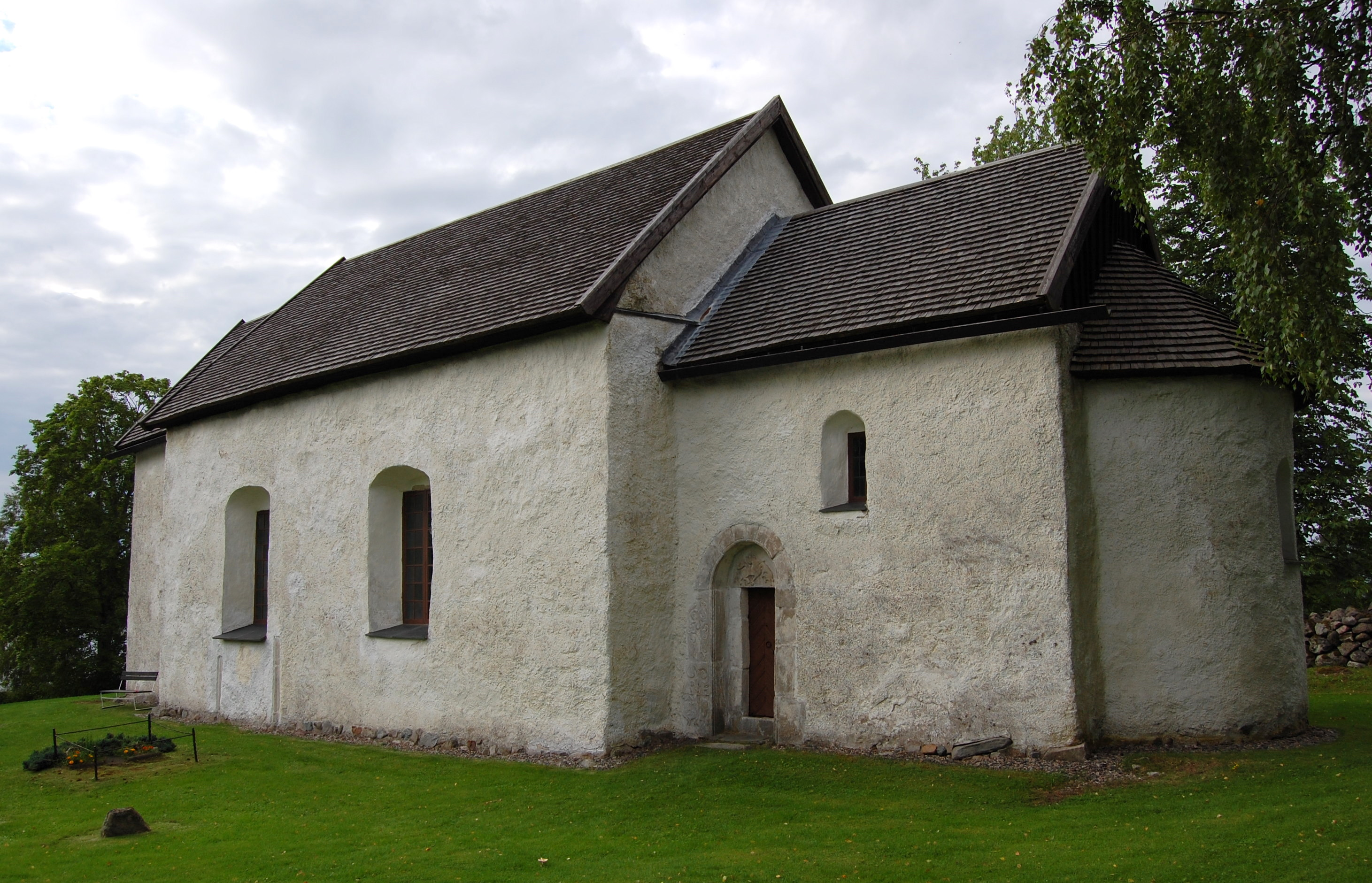
Alte Kirche von Vallsjö

Die Alte Kirche von Vallsjö ist ein historisches Kirchengebäude der Schwedischen Kirche bei Vallsjö in der schwedischen Gemeinde Sävsjö.

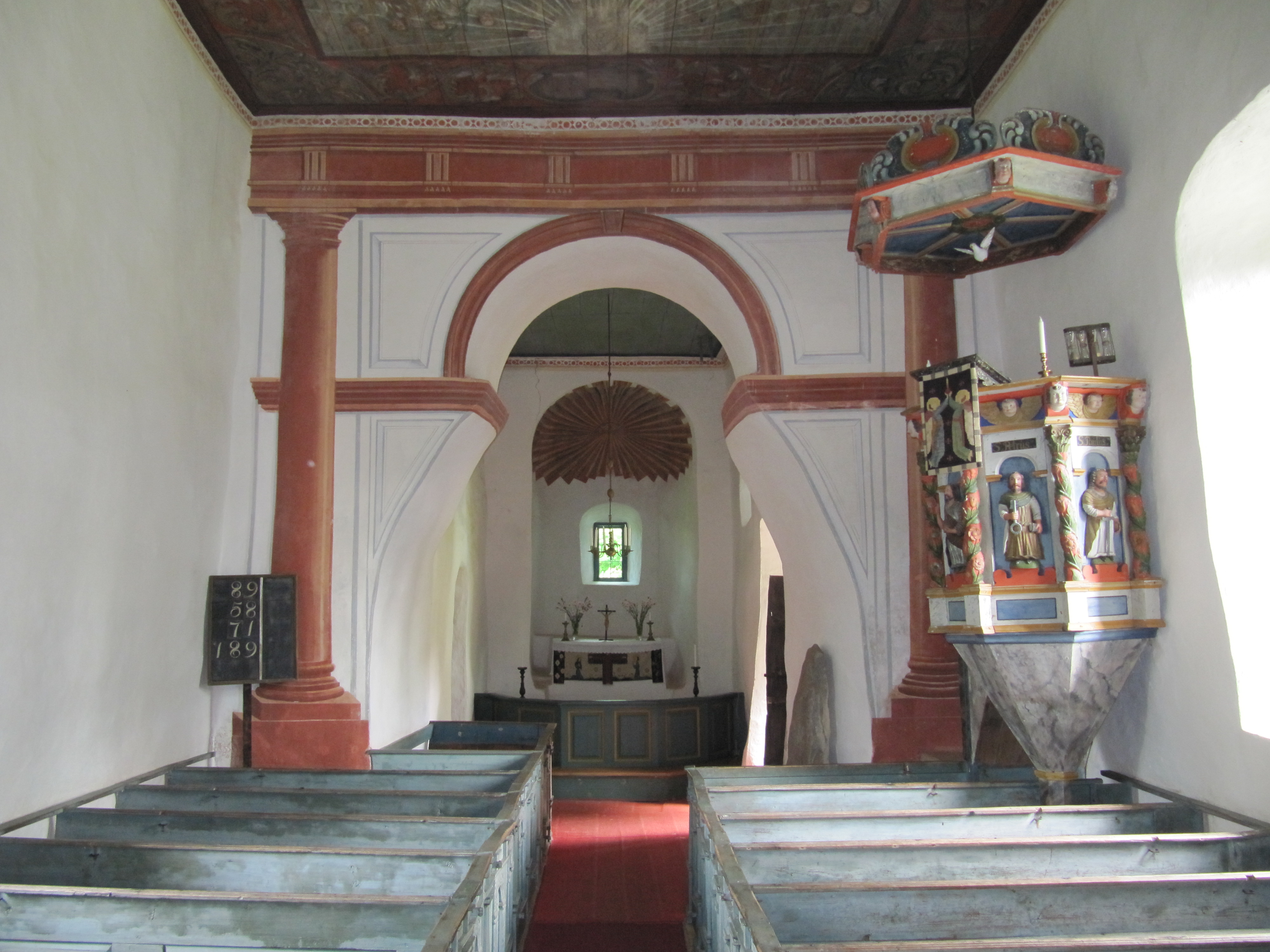
Kircheninneres

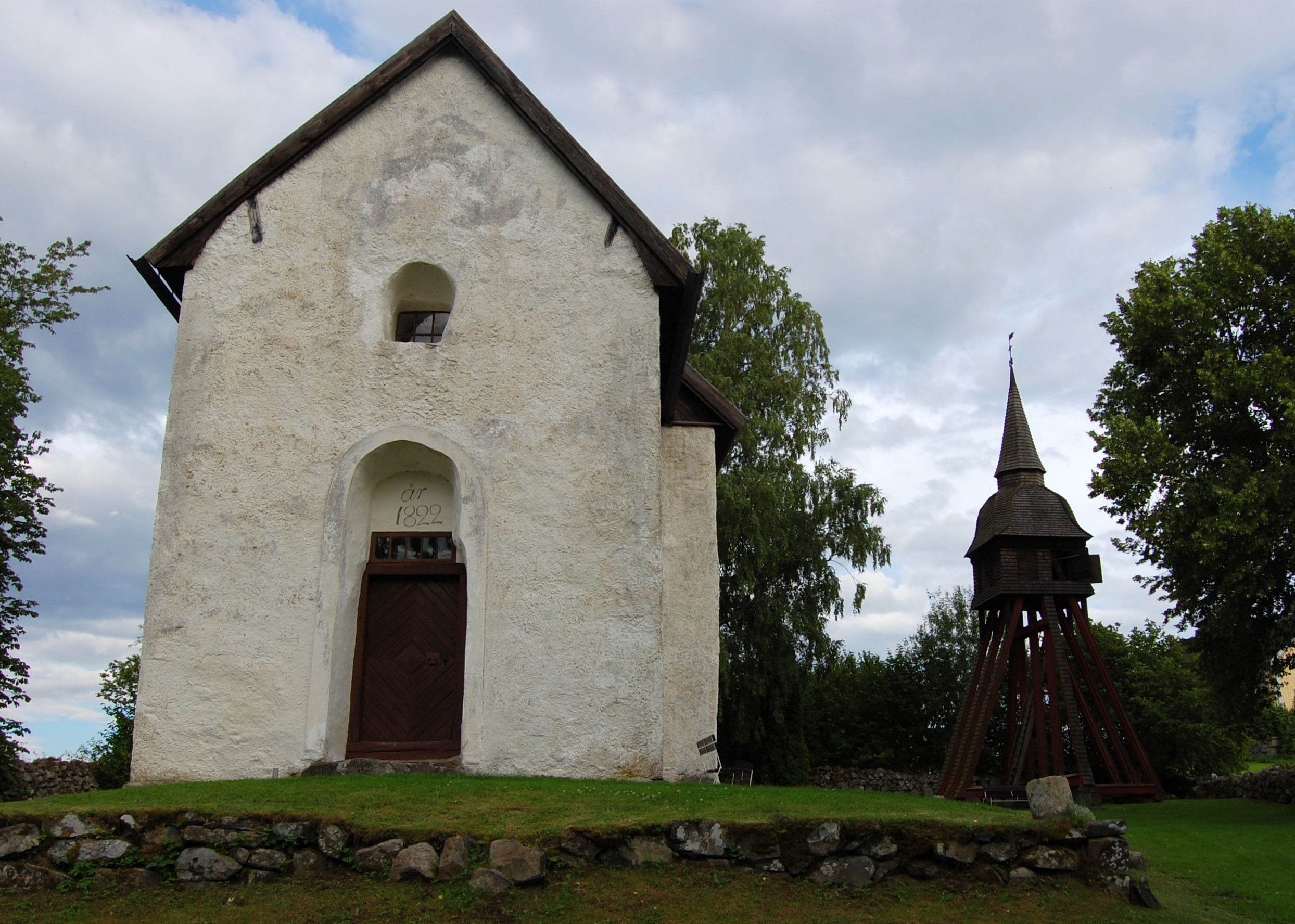
Blick von Westen

Die Kirche ist eine der im 12. Jahrhundert im romanischen Stil erbauten sogenannten Njudungskirchen. Sie steht am Südufer des Sees Vallsjön (Nässjö). Südöstlich des eigentlichen Kirchengebäudes befindet sich ein hölzerner Glockenturm. Da die Kirche über keine Heizmöglichkeit verfügt, findet eine kirchliche Nutzung nur im Sommer statt.
Bemerkenswert ist das Bild im Tympanonfeld über der Tür zum Chor, das an den Stil des Doms zu Lund erinnert und den Kampf zwischen Gut und Böse darstellt. Besonders alt ist ein im Langhaus stehender Bildstein aus dem 13. Jahrhundert der den Lebensbaum darstellt. Die Kanzel stammt vom Ende des 17. Jahrhunderts, das Kirchengestühl entstand 1700. Die Decke wird von in der Mitte des 18. Jahrhunderts entstandenen spätbarocken Deckenmalereien geziert. Die Kirchenorgel ist eine Magnusson-Orgel und stammt aus der Mitte des 19. Jahrhunderts. Es soll sich bei ihr um die am besten erhaltene Kirchenorgel der Njudung-Region handeln.
Ende des 19. Jahrhunderts wurde deutlich weiter westlich, unweit von Sävsjö, mit der Kirche von Vallsjö eine neue Kirche gebaut und die Nutzung der Alten Kirche von Vallsjö aufgegeben. Ab 1951 nahm man dann die Nutzung wieder auf.